# Мирненська селищна рада (Мелітопольський район)
Ми́рненська се́лищна ра́да — адміністративно-територіальна одиниця та орган місцевого самоврядування в Мелітопольському районі Запорізької області. Адміністративний центр — селище міського типу Мирне.

## Загальні відомості
Мирненська селищна рада утворена в 1987 році.
- Територія ради: 9,174 км²
- Населення ради: 3091 особа (станом на 2015 рік)[1]
- Територією ради протікає річка Молочна

## Населені пункти
Селищній раді підпорядковані населені пункти:
- смт Мирне

## Склад ради
Рада складається з 20 депутатів та голови.
- Голова ради:

### Керівний склад попередніх скликань
| Прізвище, ім'я, по батькові     | Основні відомості                                   | Дата обрання | Дата звільнення |
| ------------------------------- | --------------------------------------------------- | ------------ | --------------- |
| Мацьків Олександр Володимирович | Селищний голова, 1962 року народження, безпартійний | 26.03.2006   | 31.10.2010      |

Примітка: таблиця складена за даними сайту Верховної Ради України

### Депутати
За результатами місцевих виборів 2010 року депутатами ради стали:

#### За суб'єктами висування
| Суб'єкт висування           | Кількість обраних депутатів | %  |
| --------------------------- | --------------------------- | -- |
| Самовисування               | 14                          | 70 |
| Партія регіонів             | 5                           | 25 |
| Комуністична партія України | 1                           | 5  |

#### За округами
| № округу                    | Прізвище, ім'я, по батькові         | Дата визнання обраним | Освіта             | Партійна приналежність             | Відомості про обраного депутата                                             |
| --------------------------- | ----------------------------------- | --------------------- | ------------------ | ---------------------------------- | --------------------------------------------------------------------------- |
| Комуністична партія України |                                     |                       |                    |                                    |                                                                             |
| 20                          | Мороз Раїса Леонідівна              | 05.11.2010            | середня спеціальна | член Комуністичної партії України  | пенсіонер                                                                   |
| Партія регіонів             |                                     |                       |                    |                                    |                                                                             |
| 1                           | Власова Марія Дмитрівна             | 05.11.2010            | середня спеціальна | член Партії регіонів               | Мирненський будинок культури, прибиральниця                                 |
| 2                           | Бородін Василь Васильович           | 05.11.2010            | середня спеціальна | член Партії регіонів               | пенсіонер                                                                   |
| 4                           | Черемісіна Людмила Володимирівна    | 05.11.2010            | вища               | член Партії регіонів               | ТОВ «Житлоцентр», економіст                                                 |
| 9                           | Строкань Наталія Олександрівна      | 05.11.2010            | вища               | член Партії регіонів               | Мирненська загальноосвітня школа, вчитель                                   |
| 13                          | Тевельова Людмила Валентинівна      | 05.11.2010            | середня спеціальна | член Партії регіонів               | домогосполарка                                                              |
| Самовисування               |                                     |                       |                    |                                    |                                                                             |
| 3                           | Нестеровська Світлана Володимирівна | 05.11.2010            | вища               | позапартійна                       | 1305 військовийсклад, діловод                                               |
| 5                           | Єфременко Надія Василівна           | 05.11.2010            | вища               | позапартійна                       | пенсіонер                                                                   |
| 6                           | Соболєва Світлана Миколаївна        | 05.11.2010            | вища               | член Партії регіонів               | пенсіонер                                                                   |
| 7                           | Гуліда Ірина Іванівна               | 05.11.2010            | середня спеціальна | позапартійна                       | 3-й СРЦШРОРСЦЗМНС, рятувальник                                              |
| 8                           | Кармелюк Наталія Василівна          | 05.11.2010            | середня спеціальна | позапартійна                       | приватний підприємець                                                       |
| 10                          | Каравай Юрій Олексійович            | 05.11.2010            | вища               | позапартійний                      | ТОВ"Караван", директор                                                      |
| 11                          | Палій Валерій Леонідович            | 05.11.2010            | середня            | позапартійний                      | 3-й СРЦШРОРСЦЗМНС, стрілець                                                 |
| 12                          | Кукушкіна Галина Петрівна           | 05.11.2010            | вища               | член Соціалістичної партії України | Мирненська загальноосвітня школа, вчитель                                   |
| 14                          | Братішко Людмила Анатоліївна        | 05.11.2010            | вища               | позапартійна                       | пенсіонер                                                                   |
| 15                          | Іваненко Ірина Вікторівна           | 05.11.2010            | вища               | член Партії регіонів               | Мирненська селищна рада, секретар                                           |
| 16                          | Кубряк Олександр Миколайович        | 05.11.2010            | середня спеціальна | позапартійний                      | ЗАТ СПМК-9, головнийі нженер                                                |
| 17                          | Корнєва Любов Євгенівна             | 05.11.2010            | вища               | позапартійна                       | управління праці та соціального захисту населення, спеціаліст 1-ї категорії |
| 18                          | Кара Микола Костянтинович           | 05.11.2010            | середня спеціальна | позапартійний                      | пенсіонер                                                                   |
| 19                          | Болдирєв Юрій Іванович              | 05.11.2010            | вища               | позапартійний                      | Мелітопольська ЦРЛ, лікар                                                   |